# Cneo Domicio Enobarbo (cónsul 32 a. C.)

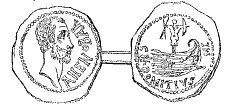
Moneda de Cneo Domicio Enobarbo conmemorando su victoria naval sobre Domicio Calvino

Cneo o Gneo Domicio Enobarbo (en latín, Gnaeus Domitius L. f. Cn. n. Ahenobarbus; m. 31 a. C.) fue un senador y militar romano.

## Su lucha contra Julio César
Hijo del cónsul del año 54 a. C., Lucio Domicio Enobarbo, al que acompañó durante la guerra civil entre César y Pompeyo, en las acciones de Corfinium en el año 49 a. C., donde fue capturado junto a su padre y estuvo presente en la batalla de Farsalia en el año 48 a. C., pero no tomó parte en la acción. Tras obtener el perdón de César se le permitió volver a la capital en 46 a. C., y, asesinado el dictador, se unió a Cayo Casio Longino y a Marco Junio Bruto en 44 a. C.; como consecuencia de ello se le condenó en virtud de la Lex Pedia (43 a. C.), como uno de los asesinos de César, aunque es probable que no haya tenido participación en su asesinato. Durante ese año, 43 a. C. Domicio logró que parte de la caballería de Publio Cornelio Dolabela en Macedonia desertara al bando de Bruto.

## Su lucha contra Octaviano
En el año 42 a. C. mandó una flota de cincuenta naves en el mar Jónico, y obtuvo un éxito considerable en su lucha contra el Segundo Triunvirato, al derrotar completamente a Cneo Domicio Calvino en el día de la primera batalla de Filipos, cuando éste intentó zarpar de Brindisi. Domicio fue saludado como Imperator, y como registro de esta victoria se conserva la moneda anexa.
Después de la batalla de Filipos, en 42 a. C., Enobarbo continuó la guerra contra los triunviros, independientemente de Sexto Pompeyo, y con una flota de setenta barcos y dos legiones saqueaba constantemente las costas del mar Adriático. No obstante, merced a la intervención de Cayo Asinio Polión, en 40 a. C., se reconcilió con Marco Antonio, quien le nombró gobernador de Bitinia-Ponto, lo que causó gran molestia en Octaviano.
En la paz de Miceno que los triunviros negociaron con Sexto Pompeyo en 39 a. C., Marco Antonio veló por la seguridad de Enobarbo y obtuvo para él la promesa de un consulado en 32 a. C.

## Cónsul antoniano
Enobarbo participó en la malograda campaña de Marco Antonio contra el Imperio parto en 36 a. C., donde pronunció un discurso a los soldados de Antonio durante la retirada. En 35 a. C., a su regreso de Armenia hacia su provincia de Bitinia, fue en apoyo de Cayo Furnio, gobernador de Asia, quien luchaba contra Sexto Pompeyo.
Fue elegido cónsul en 32 a. C. con Cayo Sosio, año de la ruptura abierta entre Antonio y Octaviano, que dio origen a la cuarta guerra civil. Con su colega Sosio, Enobarbo huyó de Roma para unirse a Marco Antonio en Éfeso, el cual se encontraba en compañía de Cleopatra, e intentó, en vano, que Antonio retirara a Cleopatra del mando del ejército. Muchos de los soldados, disgustados con el comportamiento de Antonio, le ofrecieron el mando a él, pero él prefirió abandonar su bando, y desertó a Octaviano, poco antes de la batalla de Actium en 31 a. C. Murió pocos días después a consecuencia de una fiebre.

## Familia
Su madre fue Porcia, hermana de Catón el Joven y media hermana de Servilia, la amante de César. Su esposa fue Emilia Lépida, quien era pariente por línea paterna del triunviro Marco Emilio Lépido. Padre de Lucio Domicio Enobarbo, cónsul en 16 a. C., esposo de Antonia la Mayor, hija de Marco Antonio y de Octavia la Menor, la hermana de Augusto.